# حرب المغول

خريطة متحركة ل إمبراطورية المغول

حرب المغول هي حرب استمرت الى اواخر سنة 1300 بين الإمبراطورية المغولية والدولة الخوارزمي أوصى جنكيز خان بأن يكون خليفته هو أقطاي خان، وقسّم إمبراطوريته إلى خانات بين أبنائه وأحفاده، وبدأ أسلافه توسيعها، وقام التتار بغزو العراق وكانت هذه الحادثة العظمى والمصيبة الكبرى، ففي العام 1258م هجم المغول على عاصمة الخلافة العباسية بغداد، والتي كانت من أشد مدن الأرض حصانة، أسوارها قوية، وعلى رأس الدولة، المستعصم بالله، وجاء القائد التتري «كتبغا» ليحيط بالمدينة، وسقطت الأسوار الشرقية لبغداد.
كانت منغوليا متقسمة لعدة قبائل لديه حروب كثيرة وبعد. توحيد المغول وقبائلها على يد جنكيز خان بدا توسع خارج منغوليا وبدأ بي حملته على الخوازميون ونجح في أسقطها
وكذلك